# USS Constitution
Фрегат «Конституція» (англ. USS Constitution) — американський дерев'яний трищогловий фрегат ВМС США, останній з перших шести фрегатів американського флоту, що перебуває на плаву. Національна історична пам'ятка Сполучених Штатів. Корабель отримав свою назву Конституція особисто від першого Президента США Джорджа Вашингтона. Фрегат був спущений у 1797 році й досі залишається найстарішим військовим кораблем, що перебуває на службі у ВМС США.